# Antonio Maria da Carpi
Antonio Maria da Carpi, nachweisbar von 1495 bis 1504, war ein italienischer Maler der venezianischen Schule.
Seltener venezianischer Maler aus der Nachfolge des Cima da Conegliano dessen Schüler er vermutlich auch war. Über seine Herkunft ist nichts bekannt. Alle Angaben über ihn sind Mutmaßungen, die man aus zwei signierten und datierten Werken gewinnt, die sich heute in Budapest und in amerikanischem Privatbesitz befinden. Das ältere dieser beiden, gegen 1495 gemalte Bild, orientiert sich sowohl stilistisch als auch kompositionell an einem, in wenigstens zwei Exemplaren erhaltenen Werk des Cima da Conegliano. Das andere, zwei Jahre später datierte Gemälde, variiert den Grundtypus des Cima da Conegliano, zeigt aber stilistisch bereits eine erhebliche Abweichung zu dessen Werken.
Bedingt durch die Uneinheitlichkeit dieser beiden Bilder war es der Kunstwissenschaft bisher nicht möglich, Antonio Maria da Carpi weitere Werke verbindlich zuweisen zu können. Somit müssen alle weiteren Zuschreibungen derzeit als äußerst hypothetisch betrachtet werden.

## Werke

### Sichere Werke
- Budapest, Szépmüvészeti Múzeum
  - Maria mit dem Kinde. 1495
- Verbleib unbekannt
  - Maria mit dem Kinde. 1497 (bis mindestens 1980 in einer amerikanischen Privatsammlung)

### Versuchsweise zugeschriebene Werke
- Bergamo, Accademia Carrara
  - Maria mit dem Kinde.
- Genf, Musée d’Art et d’Histoire
  - Maria mit dem Kinde.
- Padua, Museo Civico
  - Maria mit dem Kinde.
- Ravenna, Galleria dell’Accademia
  - Maria mit dem Kinde.
- Warschau, Muzeum Narodowe
  - Die Beweinung Christi.

| Personendaten    | Personendaten                                 |
| ---------------- | --------------------------------------------- |
| NAME             | Carpi, Antonio Maria da                       |
| KURZBESCHREIBUNG | italienischer Maler der venezianischen Schule |
| GEBURTSDATUM     | vor 1495                                      |
| STERBEDATUM      | nach 1504                                     |